# Homer (Louisiana)
Homer is een plaats (town) in de Amerikaanse staat Louisiana, en valt bestuurlijk gezien onder Claiborne Parish.

## Demografie
Bij de volkstelling in 2000 werd het aantal inwoners vastgesteld op 3788.
In 2006 is het aantal inwoners door het United States Census Bureau geschat op 3510, een daling van 278 (-7,3%).

## Geografie
Volgens het United States Census Bureau beslaat de plaats een oppervlakte van
11,9 km², geheel bestaande uit land. Homer ligt op ongeveer 86 m boven zeeniveau.

## Plaatsen in de nabije omgeving
De onderstaande figuur toont nabijgelegen plaatsen in een straal van 28 km rond Homer.